# Isola Liard
L'isola Liard è un'isola situata al largo della costa di Loubet, nella Terra di Graham, in Antartide. L'isola, che raggiunge una lunghezza di circa 24 km in direzione nord/sud e una larghezza massima di 11, e che raggiunge i 1200 m s.l.m. in corrispondenza della vetta del monte Bridgman, nella parte nord-orientale dell'isola, si trova in particolare nella parte settentrionale della baia di Hanusse, tra l'isola Adelaide, da cui la divide il passaggio di Buchanan, a ovest, e la terraferma, da cui la divide il passaggio di Isacke, a est.

## Storia
L'isola Liard è stata scoperta durante la seconda spedizione francese in Antartide comandata da Jean-Baptiste Charcot e svoltasi dal 1908 al 1911, proprio Charcot battezzò l'isola Liard con il suo attuale nome, tuttavia le motivazioni non sono giunte fino a noi.